# 卡斯泰尔维斯孔蒂
卡斯泰尔维斯孔蒂（義大利語：Castelvisconti），是意大利克雷莫纳省的一个市镇。总面积9758平方公里，人口347人，人口密度0.0人/平方公里（2009年）。国家统计（ISTAT）代码为019027。